# Hotcakes
Hotcakes è il quarto album di Carly Simon, pubblicato dalla Elektra Records nel gennaio del 1974. Il disco fu registrato nei mesi di ottobre e novembre del 1973 al The Hit Factory di New York City, New York (Stati Uniti).

## Tracce
Lato A
1. Safe and Sound – 3:36 (Carly Simon, Jacob Brackman)
2. Mind on My Man – 2:57 (Carly Simon)
3. Think I'm Gonna Have a Baby – 3:55 (Carly Simon)
4. Older Sister – 3:06 (Carly Simon)
5. Just Not True – 5:16 (Carly Simon)
6. Hotcakes – 1:07 (James Taylor)

Lato B
1. Misfit – 3:04 (Carly Simon)
2. Forever My Love – 3:25 (Carly Simon, James Taylor)
3. Mockingbird – 4:11 (Inez Foxx, Charlie Foxx, testi aggiunti di James Taylor)
4. Grownup – 3:44 (Carly Simon)
5. Haven't Got Time for the Pain – 3:50 (Carly Simon, Jacob Brackman)

## Formazione
- Carly Simon - voce, cori, chitarra acustica, fischio, pianoforte, Fender Rhodes
- David Spinozza - chitarra elettrica
- Kenneth Ascher - pianoforte, organo Hammond
- Klaus Voormann - basso
- Rick Marotta - batteria
- Dr. John - pianoforte
- Bucky Pizzarelli - chitarra elettrica
- Andy Newmark - batteria
- James Taylor - chitarra acustica, cori
- Richard Davis - basso
- Jim Gordon - batteria
- George Devens - cabasa
- Jimmy Ryan - chitarra acustica, chitarra elettrica
- Jim Keltner - batteria
- Larry Brean - basso
- Russ Kunkel - batteria
- Ralph MacDonald - percussioni, congas
- Billy Cobham - batteria
- Steve Madaio - tromba
- Barry Rogers - trombone
- Michael Brecker - sassofono tenore
- Bobby Keys - sassofono tenore, sassofono baritono
- Howard Johnson - sassofono baritono, tuba
- Lani Groves, Carl Hall, Tasha Thomas, Todd Graff, Lucy Simon, Benny Diggs, Richard Perry, Revelation - cori